# Tonasket
Tonasket (kiejtése: təˈnæskət) az Amerikai Egyesült Államok északnyugati részén, Washington állam Okanogan megyéjében elhelyezkedő város. A 2010. évi népszámlálási adatok alapján 1032 lakosa van.
Tonasket területét 1910-ben jelölték ki; városi rangot 1927. december 16-án kapott. A helység névadója Tonasket okanagan törzsfőnök, aki az oregoni egyezmény 1846-os elfogadása után vette át a térség irányítását.
A város fontos mezőgazdasági központ; továbbá itt található az Okanogan–Wenatchee Nemzeti Erdő igazgatóságának székhelye is.

## Éghajlat
| Hónap                         | Jan.  | Feb.  | Már.  | Ápr. | Máj. | Jún. | Júl. | Aug. | Szep. | Okt.  | Nov.  | Dec.  | Év    |
| ----------------------------- | ----- | ----- | ----- | ---- | ---- | ---- | ---- | ---- | ----- | ----- | ----- | ----- | ----- |
| Rekord max. hőmérséklet (°C)  | 17,8  | 16,7  | 25,0  | 30,6 | 35,6 | 40,0 | 40,0 | 40,0 | 35,6  | 27,8  | 20,6  | 11,7  | 40,0  |
| Átlagos max. hőmérséklet (°C) | 0,0   | 5,0   | 12,8  | 18,3 | 22,8 | 26,1 | 30,0 | 29,4 | 23,9  | 15,6  | 6,1   | 0,6   | 15,9  |
| Átlagos min. hőmérséklet (°C) | −6,1  | −3,3  | 0,0   | 2,8  | 6,7  | 10,0 | 12,2 | 12,2 | 7,8   | 2,2   | −1,1  | −4,4  | 3,3   |
| Rekord min. hőmérséklet (°C)  | −23,9 | −22,2 | −14,4 | −4,4 | −1,7 | 1,1  | 5,6  | 3,9  | −2,8  | −11,7 | −21,7 | −26,7 | −26,7 |
| Átl. csapadékmennyiség (mm)   | 27    | 26    | 20    | 21   | 35   | 36   | 17   | 17   | 11    | 18    | 32    | 32    | 292   |
| Forrás: The Weather Channel   |       |       |       |      |      |      |      |      |       |       |       |       |       |

## Népesség
A 2010-es népszámláláskor a városnak 1032 lakója, 453 háztartása és 234 családja volt. A népsűrűség 423 fő/km2. A lakóegységek száma 511, sűrűségük 209,4 db/km2. A lakosok 81,9%-a fehér, 0,6%-a afroamerikai, 2%-a indián, 1%-a ázsiai,  11,2%-a egyéb, 3,3%-a pedig kettő vagy több etnikumú. A spanyol vagy latino származásúak aránya 16,5% (14,1% mexikói, 0,2% Puerto Ricó-i, 0,1% kubai, 2,1% egyéb spanyol vagy latino származású.)
A háztartások 20,5%-ában élt 18 évnél fiatalabb. 33,6% házas, 12,4% egyedülálló nő, 5,7% egyedülálló férfi, 48,3% pedig nem család. 42,6% egyedül élt; 25%-uk 65 éves vagy idősebb. Egy háztartásban átlagosan 2,13 személy élt; a családok átlagmérete 2,9 fő.
A medián életkor 47,5 év volt. A város lakóinak 19,3%-a 18 évesnél fiatalabb, 9,8% 18 és 24 év közötti, 17,7%-uk 25 és 44 év közötti, 27%-uk 45 és 64 év közötti, 26,3%-uk pedig 65 éves vagy idősebb. A lakosok 47,9%-a férfi, 52,1%-a pedig nő.

## Nevezetes személy
- Jack Black – színész és zenész[12]

## Fordítás
Ez a szócikk részben vagy egészben  a   Tonasket, Washington című angol Wikipédia-szócikk ezen változatának fordításán alapul.  Az eredeti cikk szerkesztőit annak laptörténete sorolja fel. Ez a jelzés csupán a megfogalmazás eredetét és a szerzői jogokat jelzi, nem szolgál a cikkben szereplő információk forrásmegjelöléseként.